# أنطونيو بابانو
أنطونيو بابانو (بالإنجليزية: Antonio Pappano) (و. 1959  م) هو موزع (موسيقى)، وعازف بيانو، ومخرج موسيقي، وعازف هاربسكورد، وموسيقي بريطاني، يستخدم آلات بيانو.

## التعليم
تعلم في الأكاديمية الملكية للموسيقى
.

## جوائز وترشيحات
حصل على جوائز منها:
- Royal Philharmonic Society Gold Medal  [لغات أخرى]‏ (2015)
- Laurence Olivier Award for Best New Opera Production [الإنجليزية]‏ (2005)
- Laurence Olivier Award for Outstanding Achievement in Opera [الإنجليزية]‏ (2003)
- نيشان الاستحقاق للجمهورية الإيطالية من رتبة الصليب الأعظم

ترشح لـ:
- جائزة جرامي لأفضل تسجيل أوبرا  [لغات أخرى]‏ (2011)
- جائزة جرامي لأفضل تسجيل أوبرا  [لغات أخرى]‏ (2010)
- Laurence Olivier Award for Outstanding Achievement in Opera [الإنجليزية]‏ (2005)
- Laurence Olivier Award for Best New Opera Production [الإنجليزية]‏ (2005)
- Laurence Olivier Award for Outstanding Achievement in Opera [الإنجليزية]‏ (2003).

## وصلات خارجية
- أنطونيو بابانو على موقع IMDb (الإنجليزية)
- أنطونيو بابانو على موقع مونزينجر (الألمانية)
- أنطونيو بابانو على موقع ميوزك برينز (الإنجليزية)
- أنطونيو بابانو على موقع أول ميوزيك (الإنجليزية)
- أنطونيو بابانو على موقع ديسكوغز (الإنجليزية)
- أنطونيو بابانو على موقع قاعدة بيانات الفيلم (الإنجليزية)

- أنطونيو بابانو في قاعدة بيانات الأفلام على الإنترنت